# Stift Stolp
Das Stift Stolp war ein Prämonstratenserinnenstift und ein evangelisches Damenstift in Stolp in Hinterpommern von 1281 bis 1945.

## Lage

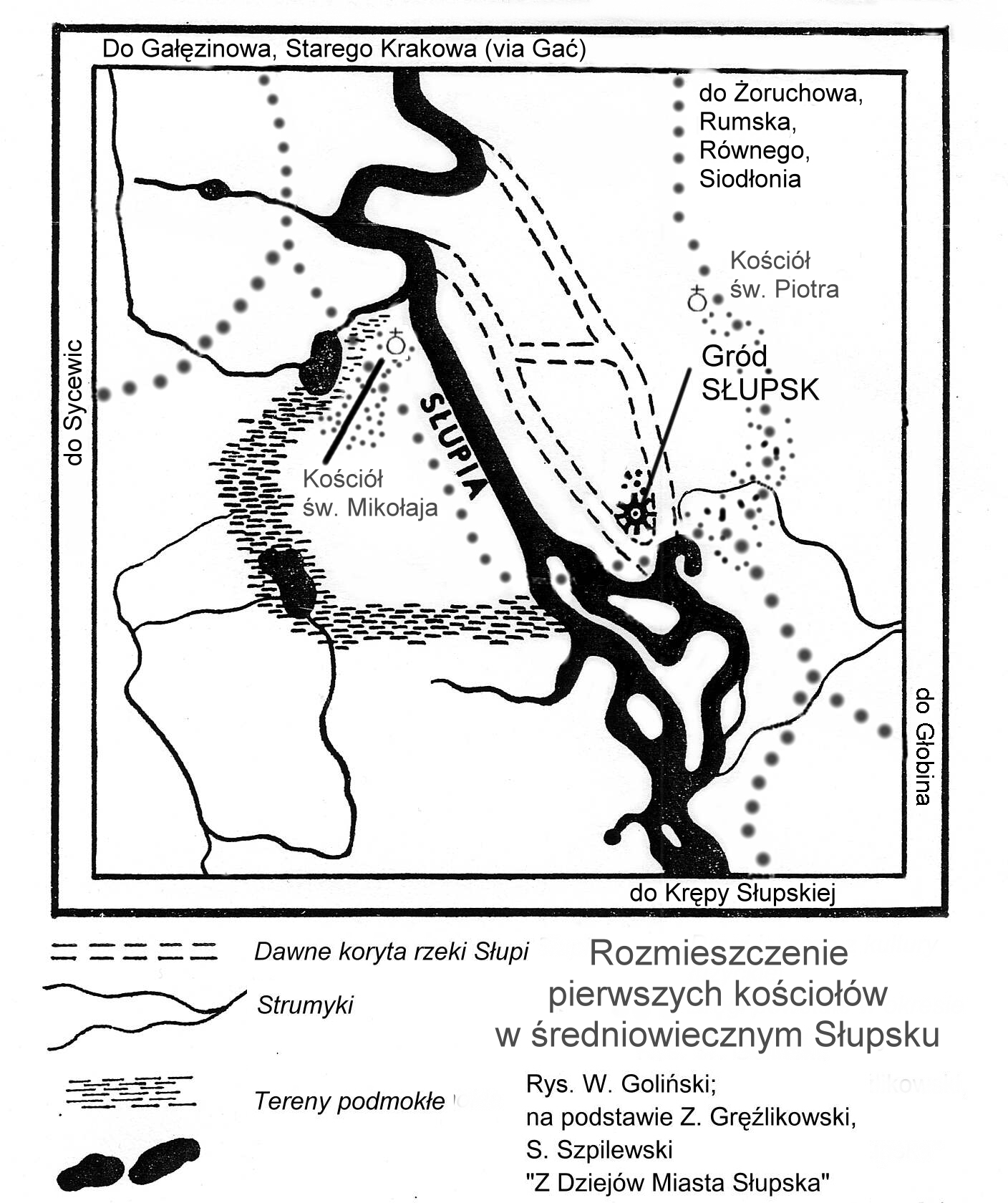
Stolp im 13. Jahrhundert, mit der wahrscheinlichen Lage der ersten Kirchen, Kościół św. Mikołaja links

Das Prämonstratenserinnenstift lag zuerst wahrscheinlich am westlichen Ufer der Stolp. Seit 1311 befand es sich am nördlichen Rand der mittelalterlichen Altstadt an der St.-Nikolai-Kirche in der Holstentorstraße.
Teile der historischen Kirche sind erhalten.

## Prämonstratenserinnenstift
1281 gründete Herzog Mestwin II. von Pommerellen  ein Prämonstratenserstift in Stolp für die Chorherren aus Belbuck. 1284 waren dort die ersten Chorfrauen eingezogen. Diese kamen wahrscheinlich aus Marienbusch bei Treptow an der Rega. Aus dieser Zeit sind auch die ersten Besitzungen von Land und einigen Dörfern bekannt.
Aus den folgenden Jahrhunderten sind nur wenige Nachrichten über die Geschichte und den Besitz erhalten.

## Fräuleinstift

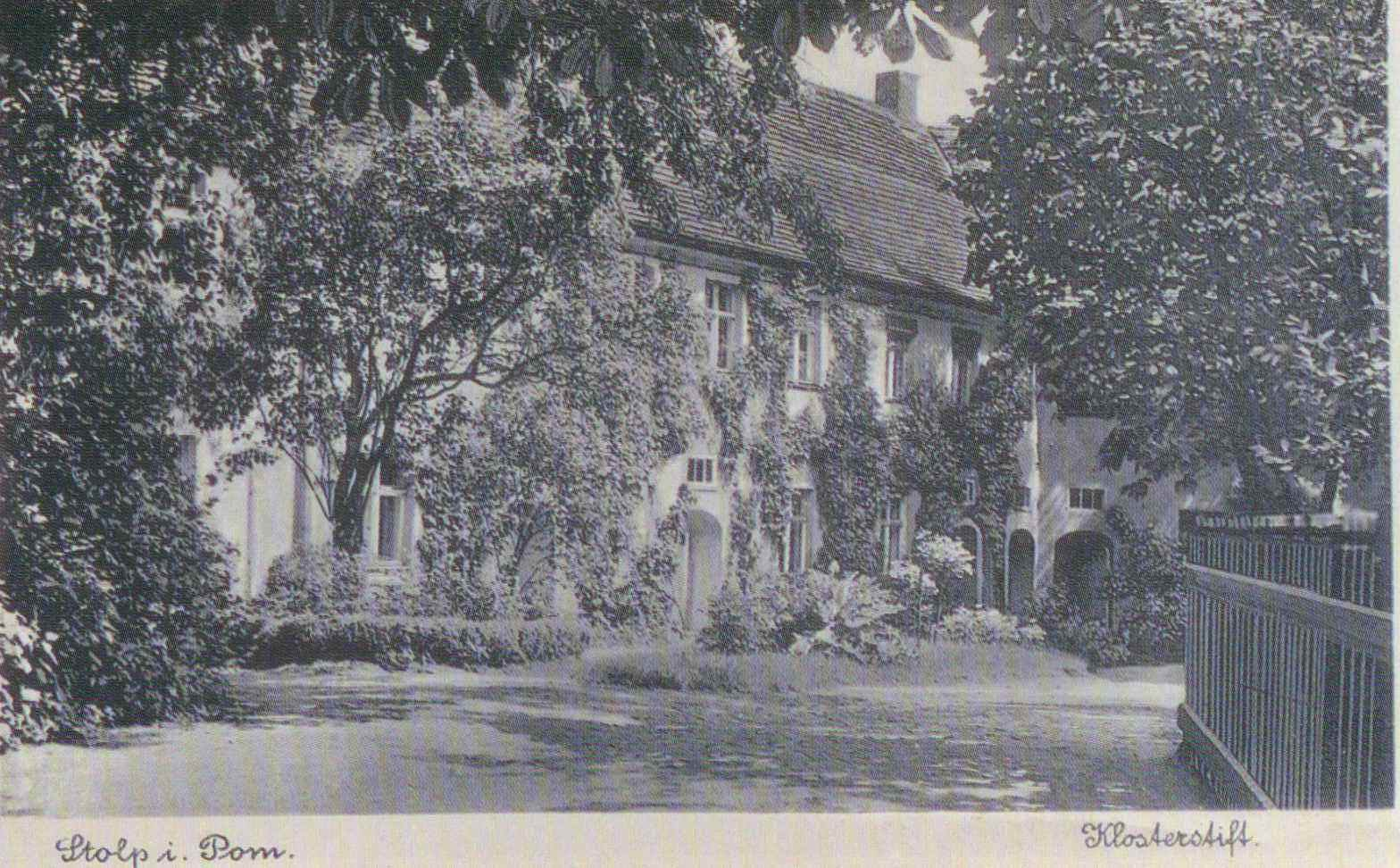
Stiftshaus, um 1920

1535 wurde das Prämonstratenserinnenstift nach Einführung der Reformation in Pommern in ein evangelisches Damenstift umgewandelt.
Dieses bestand als Fräuleinstift zu Stolp bis 1945. Die neun (?) Stellen wurden durch preußisch-königlichen Erlass, später durch Ministerialerlass, jeweils an ausgewählte hochstehende Damen vergeben, von denen einige auch aus Berlin oder aus anderen entlegenen Orten stammten.
Das Stiftshaus wurde wahrscheinlich 1945 zerstört.

## St.-Nikolai-Kirche
Die erste erhaltene Erwähnung eines Pfarrers in Stolp ist von 1243 erhalten. Die Kirche wurde danach als Klosterkirche genutzt.
Im 16. und 17. Jahrhundert verfiel sie zunehmend. Seit 1673 wurde sie teilweise wieder instand gesetzt. Seit 1737 wurde das Gebäude als Garnison und Magazin für militärische Zwecke genutzt, auch im Siebenjährigen Krieg. Seit 1773 war dort die Armen-Schule der Stadt untergebracht.
1945 wurde die St.-Nikolai-Kirche teilweise zerstört. Danach wurde sie im nun polnischen Słupsk wieder aufgebaut und wird seit 1971 als Bibliothek genutzt.